# KFM 아침종합뉴스
《KFM 아침종합뉴스》는 경기방송에서 평일 아침 8시부터 아침 8시 30분까지 방송했던 라디오 프로그램이다.
경기방송 아나운서가 진행한다.

## 앵커
- 현준호 아나운서
- 신영란 아나운서
- 노광준 아나운서
- 소영선 아나운서
- 김미낭 아나운서
- 장주영 아나운서
- 유주현 아나운서
- 이세나 아나운서
- 김예령 아나운서
- 김희연 아나운서
- 김윤지 아나운서
- 반승원 아나운서

## 같이 보기
- 경기방송